# Circonscription de Beroda
La circonscription de Beroda est une des 177 circonscriptions législatives de l'État fédéré Oromia, elle se situe dans la Zone Est Hararghe. Son représentant actuel est Sadiq Adem Umer.